# Sabetay Djaen

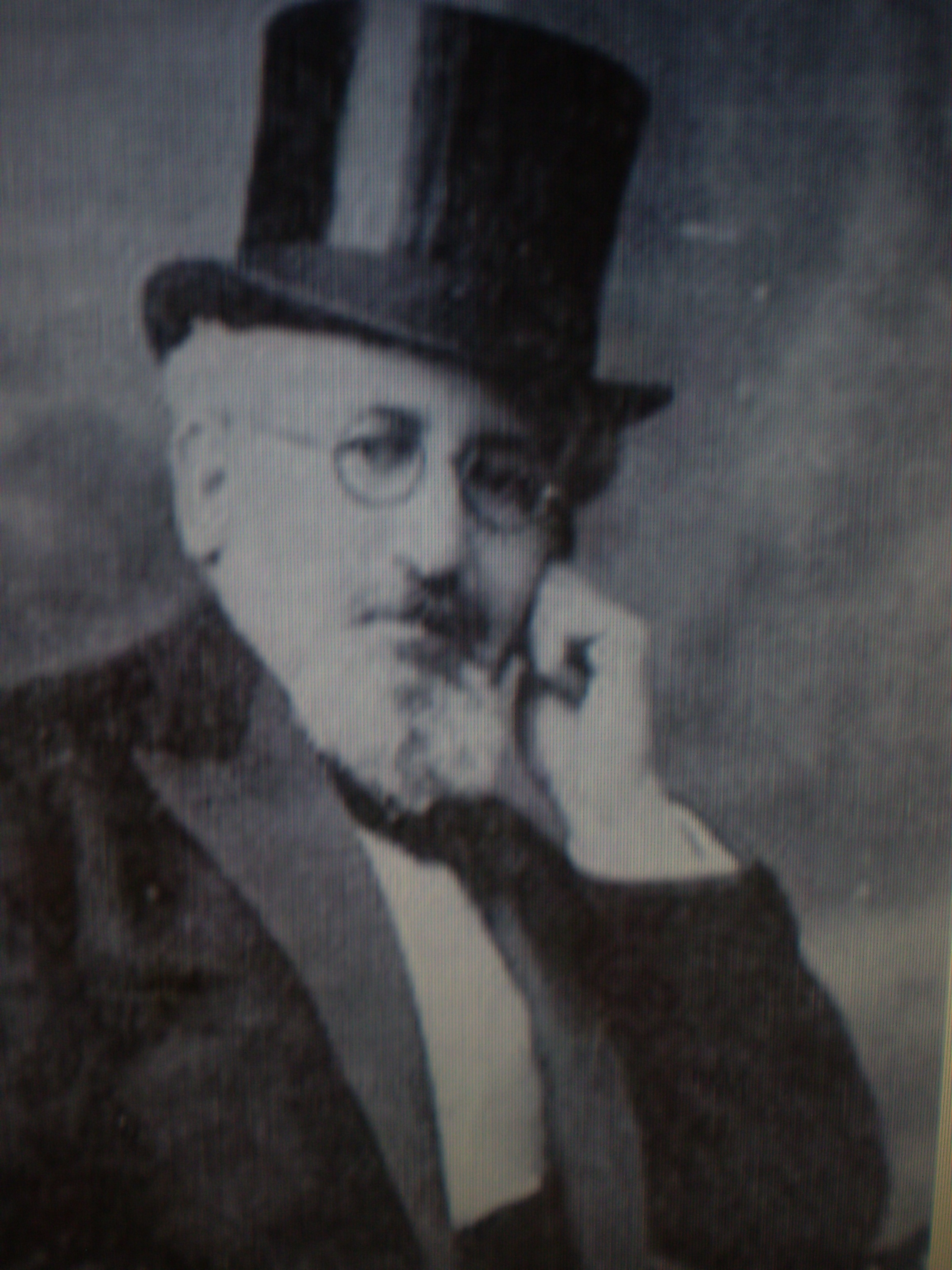
Foto de Buenos Aires, ~1925

Sabetay D`Jaen/ Sebastián José de Jaén/ Sabetay Josef Djaen/ Šabetaj Josef Đaen (en cirílico: Шабетај Јосеф Ђаен/en hebreo:  שבתאי יוסף ג'אין/ en griego:  Σεμπάστιαν Ιωσήφ (του) Χαέν/ en árabe:  شبتاي يوسف جاين; Pleven, Principado autónomo de Bulgaria, Imperio otomano, 1883- San Miguel de Tucumán, provincia de Tucumán, Argentina, 10 de noviembre de 1947) fue un rabino sefardí activo en Macedonia, Rumania, Argentina, Uruguay y Chile. Fue educador, dramaturgo y publicista principalmente en judeoespañol (ladino) y serbocroata.

## Biografía
Sus padres eran Joseph Djaen y Malka Bejarano. Sus antepasados salieron de Jaén (Andalucía), durante la expulsión de los judíos de España de 1492.
Estudió en la Alianza Israelita Universal (en francés :Alliance israélite universelle, AIU;  כל ישראל חברים ) de Estambul con Abraham Danon. Y al convertirse en ciudadano serbio en la Universidad de Belgrado.

### Actividad en Bosnia y Serbia
De joven, acompañó a los primeros emigrantes bosnios y serbios al Imperio otomano, y luego regresó a la ciudad de Niš donde enseñó hebreo a la comunidad sefardí. Fundó dos organizaciones juveniles en Belgrado: “Gideon” para educación superior y “Hathaya” para formación profesional. Mientras visitaba Jerusalén para estudiar la Torá en estos años. Más tarde, fue cantor y rabino. Vivió mucho tiempo en los Balcanes. Durante la Primera Guerra Mundial, vivió en la Provincia imperial de Bosnia y Herzegovina en Sarajevo y Travnik. Fue periodista en el periódico serbio  "Verma" de Belgrado.

### Rabino mayor de Monastir
Como le sugirió el Rabino Mayor en Yugoslavia, Rabbi Alkalai, Djaen se estableció en Monastir/Bitola, donde fue Rabino Mayor de 1925 a 1928. Trató de crear una conciencia nacional entre los judíos sefardíes de todo el mundo.
Tras la Declaración Balfour en 1917 y la firma del acuerdo de paz entre los países que aceptaron el Imperio Otomano en 1920, se mostró entusiasmado con las perspectivas del sionismo. El 26 de abril de 1920, habló en nombre de los Foros Sefardíes Mundiales ante una audiencia judía en El Cairo y llamó a la cooperación entre judíos siendo uno de los fundadores de la Confederación Mundial de Judíos Sefardíes establecida en la conferencia de Viena en 1925. Con el apoyo del gobierno de Belgrado, realizó una gira por las comunidades sefardíes de América. En su viaje recaudó dinero para los niños que quedaron huérfanos en las guerras de los Balcanes y para judíos pobres de Monastir, también para remodelar su cementerio judío. En apoyo del judaísmo reformista, abogó por eliminar la mejitzá y estableció la primera guardería infantil judía.

### Sudamérica
En 1928, emigró a Argentina donde fue Rabino Mayor sefardí en Argentina y Uruguay de 1929 a 1931. Promovió el estudio de la lengua hebrea, escribió y dirigió la obra "Esther" y dio clases de Talmud. Además entregó premios a estudiantes destacados. En 1929, visitó la región de Araucanía en Chile, donde había inmigrantes de Monastir a Temuco.
Trabajó luego con los académicos españoles Ángel Pulido Fernández y Rafael Cansinos-Asséns. Y visitó España donde conoció al ministro de Asuntos Exteriores Alejandro Lerroux. 
Solicitó al Gobierno de la II República Española la prolongación del decreto real aprobado en 1924 que permitía a los judíos en la diáspora volver a España. Tenía validez de siete años. D’Jaen proponía la abolición del Decreto de Expulsión de 1492 y la creación de una oficina central hispano-sefardí. La propuesta no prosperó por la mala coordinación gubernamental y la amenaza antisionista europea incipiente. No obstante, Sabetay D’Jaen fue distinguido en 1935, por el presidente Niceto Alcalá Zamora, con la Orden del Comendador de la República.

### Rabinato en Rumanía
De 1921 a 1930, no hubo rabino sefardí rumano y Sebastián de Jaén fue elegido Gran Rabino (1931-1944)
Como rabino principal de los judíos sefardíes en Rumanía, era muy respetado y, aparte de sus actividades culturales, incluidas conferencias sobre historia y filosofía, era conocido por su actividad en el movimiento sionista revisionista. Junto a él estaba Yosef Pinchas, jefe de la unión de las comunidades sefardíes. Durante este peridodo se intensificó el antisemitismo previo a la Segunda Guerra Mundial, lo arrestaron en varias ocasiones y sobrevivió a la rebelión de los legionarios y pogromo de Bucarest de 1941, gracias al cónsul chileno Miguel Ángel Rivera González en 1944. 

Tras dejar Rumanía, vivió dos años en el Mandato Británico de Palestina y después volvió a Argentina. 
Su nieto Ricardo D’Jaen ha investigado sobre su vida. En 2006 se inauguró en Jaén la sede que lleva su nombre.